# Acura TLX
L'Acura TLX est une automobile produite par Acura depuis 2014. Elle remplace les Acura TL et Acura TSX.

## Première génération (2014-2021)
La forme de l'Acura TLX est définie par une position basse et large ainsi que de grandes proportions pour une berline sport. Les caractéristiques comprennent une structure de carrosserie rigide et légère, le passage ourlé de roues arrière, les composants en aluminium, les phares "Jewel Eye" à LED, les rétroviseurs à gradation automatique, les feux de brouillard à LED ainsi que les deux nouvelles couleurs, l'Acura Metallic Silver et le Bronze-Black Pearl.
À l'intérieur, l'habitacle axé sur le conducteur agrandit la position de conduite tout en mélangeant de nouvelles technologies comme la nouvelle AcuraLink avec le Real-Time Traffic et circulation routière rend la vie plus facile.
Mécaniquement, la nouvelle TLX repose sur un châssis de conception nouvelle avec l' All-Wheel Steer et le Super Handling All-Wheel Drive. Avec la jambe de force MacPherson avant, la suspension arrière et le multibras, on assure une manipulation optimale avec les amortisseurs qui sont l' Amplitude Reactive et le Motion-Adaptive Electric Power Steering.
En 2017, la TLX est restylée.

## Seconde génération (2021-)
La deuxième génération est partie d'une feuille blanche, avec une nouvelle plate-forme.
L'Acura TLX présente un design anguleux, avec des phares qui imitent les yeux d'un samouraï en colère. Avec une calandre pentagonale et d'autres prises d'air dans le tablier, le TLX avait une allure agressive. Des lignes acérées ont été dessinées sur les côtés et sur le panneau arrière. Le modèle 2021 est plus large et plus long que son prédécesseur. Les phares et les feux arrière sont dotés de lampes à LED.
À l'intérieur, grâce à son empattement plus long de 94 mm, le TLX offre plus d'espace pour les jambes des passagers arrière. La place centrale était exiguë en raison du grand tunnel central, car la TLX était également disponible avec un système de transmission intégrale. Acura a équipé les sièges avant de réglages allant jusqu'à 16 directions pour améliorer le confort des occupants avant. Une nouvelle unité d'infodivertissement a été développée, et elle est compatible avec Apple CarPlay et Android Auto.
En ce qui concerne le groupe motopropulseur, la TLX a été proposée dans différents niveaux de finition. L'année 2021 a marqué le retour de la version Type S, qui proposait une transmission intégrale et des réglages d'amortissement adaptatifs. Quatre moteurs étaient disponibles, tous couplés à des boîtes de vitesses automatiques à 8, 9 ou 10 rapports, selon le moteur.